# Blink (motor de renderització)
Blink és un motor de renderització web desenvolupat per Google, i forma part del projecte Chromium. Va ser anunciat l'abril de 2013. És un fork del projecte WebKit i és utilitzat pels navegadors Chrome i Opera.